# MOSCITO
MOSCITO (akronim angielski "Major Oriented Strong Club") jest brydżowym systemem licytacyjnym silnego trefla opracowanym przez Australijczyków Paula Marstona i Stephena Burgessa.
W pierwszej wersji system wyglądał następująco, otwarcia na 1 i 2 ręce:
```
Pas  0-5 
PH
 W założeniach niekorzystnych 6-9 jeżeli otwierający nie ma układu przynajmniej 5-4
1♣  15+  PH Układ dowolny
1
♦
  10-14PH Układ bez starszej czwórki
1
♥
  10-14PH 4+
♥
, najwyżej trzy piki, możliwość dłuższego koloru młodszego (tzw. 
canapé
)
1♠  10-14PH 4+♠, najwyżej 3 kiery, możliwy dłuższy kolor młodszy
1BA 10-14PH Przynajmniej po cztery karty w obu kolorach starszych, układ
            niekoniecznie zrównoważony
2♣   6-9 PH Układ prawie dowolny z wyjątkiem układów które mogą być pokazane
            wyższymi otwarciami, opcjonalnie, po partii 2♣ mogło znaczyć 6-9PH z
            przynajmniej czwórkami w treflach i kierach (przynajmniej 5-4 po partii)
2
♦
   6-9 PH Przynajmniej po cztery karty w karach i kierach (przynajmniej 5-4 po partii)
2
♥
   6-9 PH 4+ kiery 4+ piki (przynajmniej 5-4 po partii)
2♠   6-9 PH 4+ piki 4+ trefle (przynajmniej 5-4 po partii)
2BA  6-9 PH 4+ trefle i 4+ kara (przynajmniej 5-4 po partii)
```

Na 3 i 4 ręce (po pasie partnera) 1♣ pokazuje 17+PH, otwarcia na poziome jednego mają siłę 12-16PH.
W dalszej licytacji po wszystkich otwarciach używany jest schemat relayowy Symmetric Relay. Warto zauważyć, że na początku MOSCITO powstał jako SSO, ale ograniczenie systemowe WBF spowodowały, że został przerobiony na system silnego trefla. Na arenie międzynarodowej MOSCITO zadebiutował na Mistrzostwach Świata w Perth w 1989 r.
Powstało wiele odmian MOSCITO takich jak Moscito Byte, German Moscito, Honeymoon Moscito, Moscito-D, Newlands Moscito, Diamond Spade i inne.